# Джеймі Найт-Лебель
Джеймі Найт-Лебель (англ. Jamie Knight-Lebel, нар. 24 грудня 2004, Монреаль) — канадський футболіст, захисник англійського клубу «Кру Александра», в якому грає в оренді з іншого англійського клубу «Бристоль Сіті», та національної збірної Канади.

## Клубна кар'єра
Джеймі Найт-Лебель народився 2004 року в Монреалі, проте ще в дитинстві перебрався до Англії, де розпочав займатися футболом у школі клубу «Бристоль Сіті». У 2023 році Найт-Лебель розпочав грати в основній команді клубу, а в 2024 році керівництво клубу віддало канадця в оренду до клубу «Кру Александра».

## Виступи за збірні
У 2022 році Джеймі Найт-Лебель зіграв 4 матчі у складі молодіжної збірної Канади.
З 2024 року Найт-Лебель грає у складі національної збірної Канади. У 2025 році футболіста включили до складу збірної на домашній для неї Золотий кубок КОНКАКАФ 2025 року.